# Ivrinezu
Ivrinezu este o arie protejată (sit de importanță comunitară — SCI) din România, desemnată în scopul protejării biodiversității și menținerii într-o stare de conservare favorabilă a florei spontane și faunei sălbatice, precum și a habitatelor naturale de interes comunitar aflate în arealul zonei de protecție. Aceasta este întinsă pe o suprafață de 411,1 ha, integral pe uscat.

## Localizare
Centrul sitului Ivrinezu este situat la coordonatele 44°15′00″N 28°00′12″E / 44.249917°N 28.003356°E. Situl se întinde pe teritoriul administrativ al comunei Rasova din județul Constanța.

## Înființare
Situl Ivrinezu a fost declarat sit de importanță comunitară (ROSCI0412) în ianuarie 2016 pentru a proteja 4 specii de animale.

## Biodiversitate
Situată în ecoregiunea de stepă, aria protejată nu include niciun habitat protejat.
La baza desemnării sitului se află mai multe specii protejate:
- mamifere (2): hamster românesc (Mesocricetus newtoni), popândău european (Spermophilus citellus)
- reptile (2): balaurul dobrogean (Elaphe sauromates), țestoasa de uscat dobrogeană (Testudo graeca)